# Bahnhof Geist
Der Bahnhof Geist ist ein Betriebsbahnhof und eine Abzweigstelle an den Eisenbahnstrecken Wanne-Eickel – Hamburg und Preußen – Münster.

## Lage und Beschreibung
Der Bahnhof liegt in Münster bei Streckenkilometer 64 zwischen der Überführung der Bahnstrecke Münster–Hamm (östlich der Hammer Straße) und dem Bahnübergang Sternbusch, zwischen dem Geistviertel und dem Preußenstadion. Am östlichen Anfang des Bahnhofs zweigt die Bahnstrecke Preußen–Münster ab, so dass hier letztmals die Gelegenheit besteht, zwischen den beiden Strecken zu wechseln. Für Züge in Richtung Wanne-Eickel hat die Betriebsstelle den Status eines Bahnhofs, für solche in Richtung Preußen (im Stadtteil Horstmar von Lünen gelegen; Strecke führt weiter bis Dortmund) die einer Abzweigstelle, da in dieser Fahrtrichtung keine Ausfahrsignale stehen und die begrenzenden Einfahrsignale somit die Funktion eines Blocksignals haben.
Ursprünglich verfügte der Bahnhof zusätzlich zu den zwei durchgehenden Hauptgleisen über fünf weitere Gleise, die südlich der Strecke lagen und sich unmittelbar an den Abzweig nach Preußen anschlossen. Von diesen ist heute allerdings nur noch eines erhalten. Im Bahnhof gab es das Fahrdienstleiterstellwerk Gnf und das Weichenwärterstellwerk Gs. Seit der Inbetriebnahme des neuen Zentralstellwerkes Mf im Hauptbahnhof Münster 1985 werden alle Einrichtungen des Bahnhofs Geist von dort ferngestellt; die beiden Stellwerke wurden deshalb abgerissen.

## Haltepunkt Geist
Unmittelbar nördlich des Streckengleises nach Wanne-Eickel verläuft die Bahnstrecke Münster–Coesfeld, ohne Teil des Bahnhofs zu sein (ein Wechsel zwischen den Strecken ist erst im Bahnhof Mecklenbeck möglich). An dieser Bahnstrecke lag im Bereich des Bahnhofs jedoch bei Streckenkilometer 107 ein Haltepunkt, der von 1924 bis 1966 in Betrieb war. Nach einer Bewertung der Stadt Münster wäre eine Wiedereinrichtung aufgrund des Fahrgastpotentials sinnvoll, aber aufgrund örtlicher Gegebenheiten nicht realisierbar. Die Bahngleise sind nicht niveaugleich mit der danebenlaufenden Straße.

### Bildergalerie

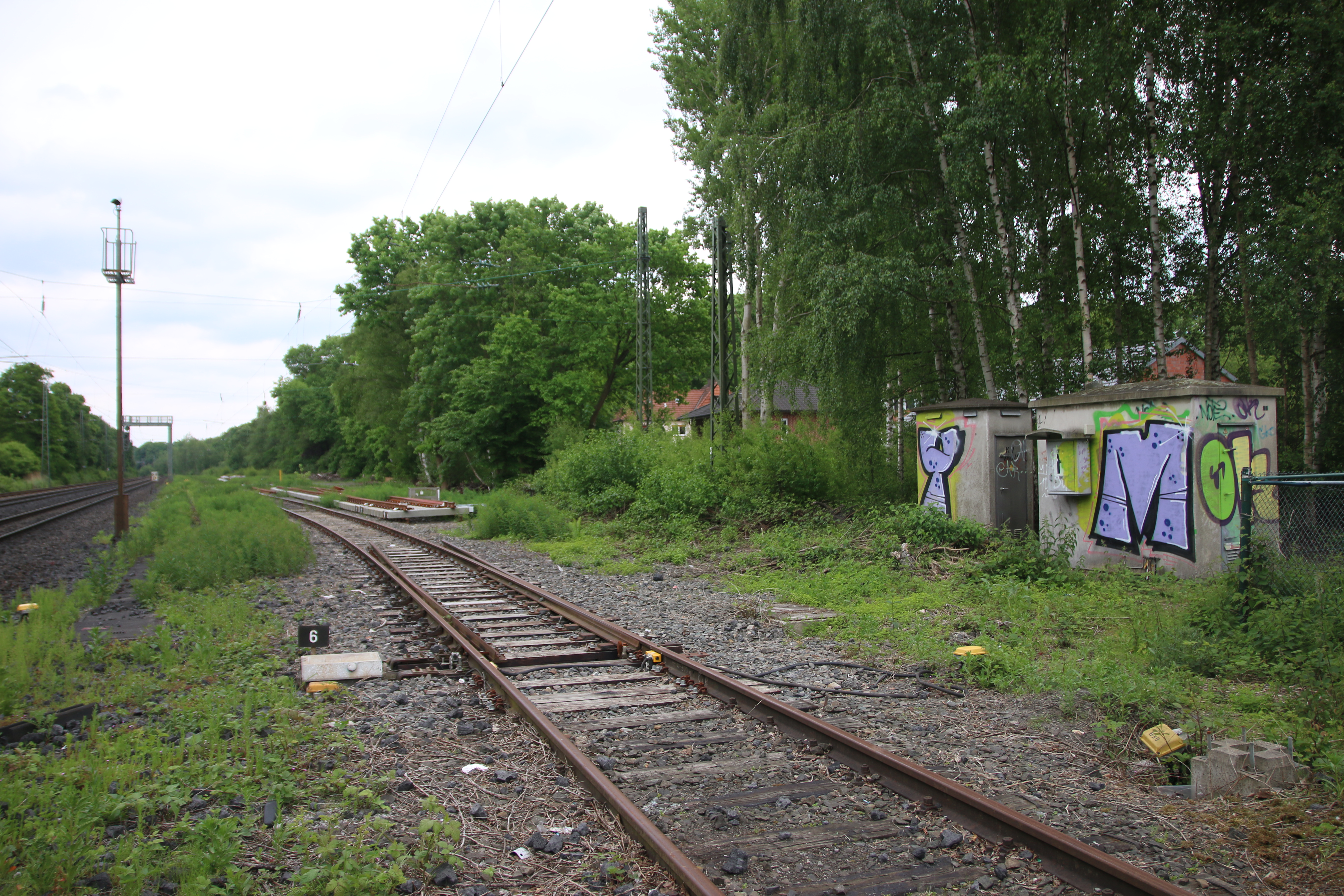
Blick von Westen, hier befand sich das Stellwerk Gs, 2017
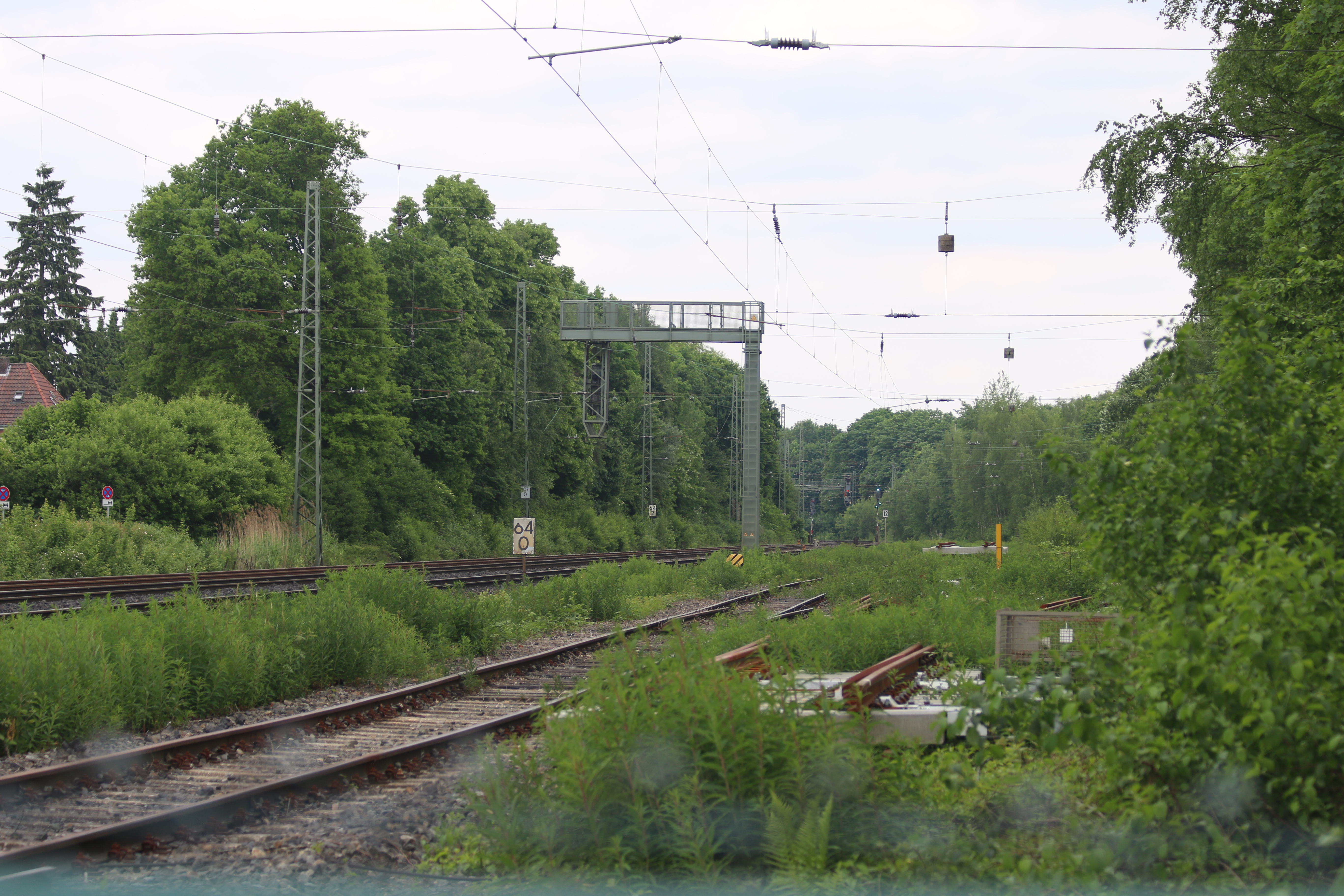
Ansicht von Westen (Gs) in Richtung Osten
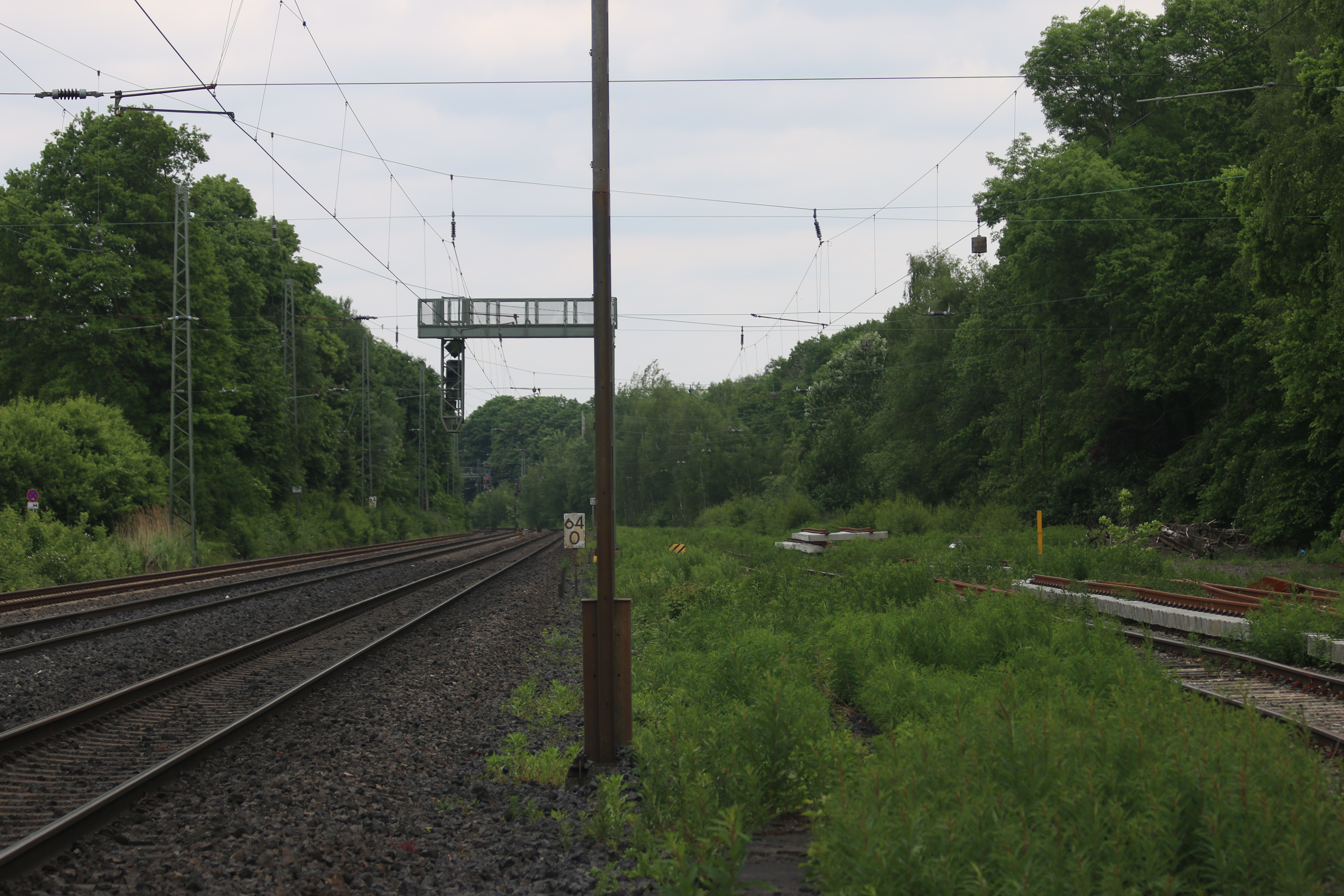
Ansicht von Westen (Gs) in Richtung Osten
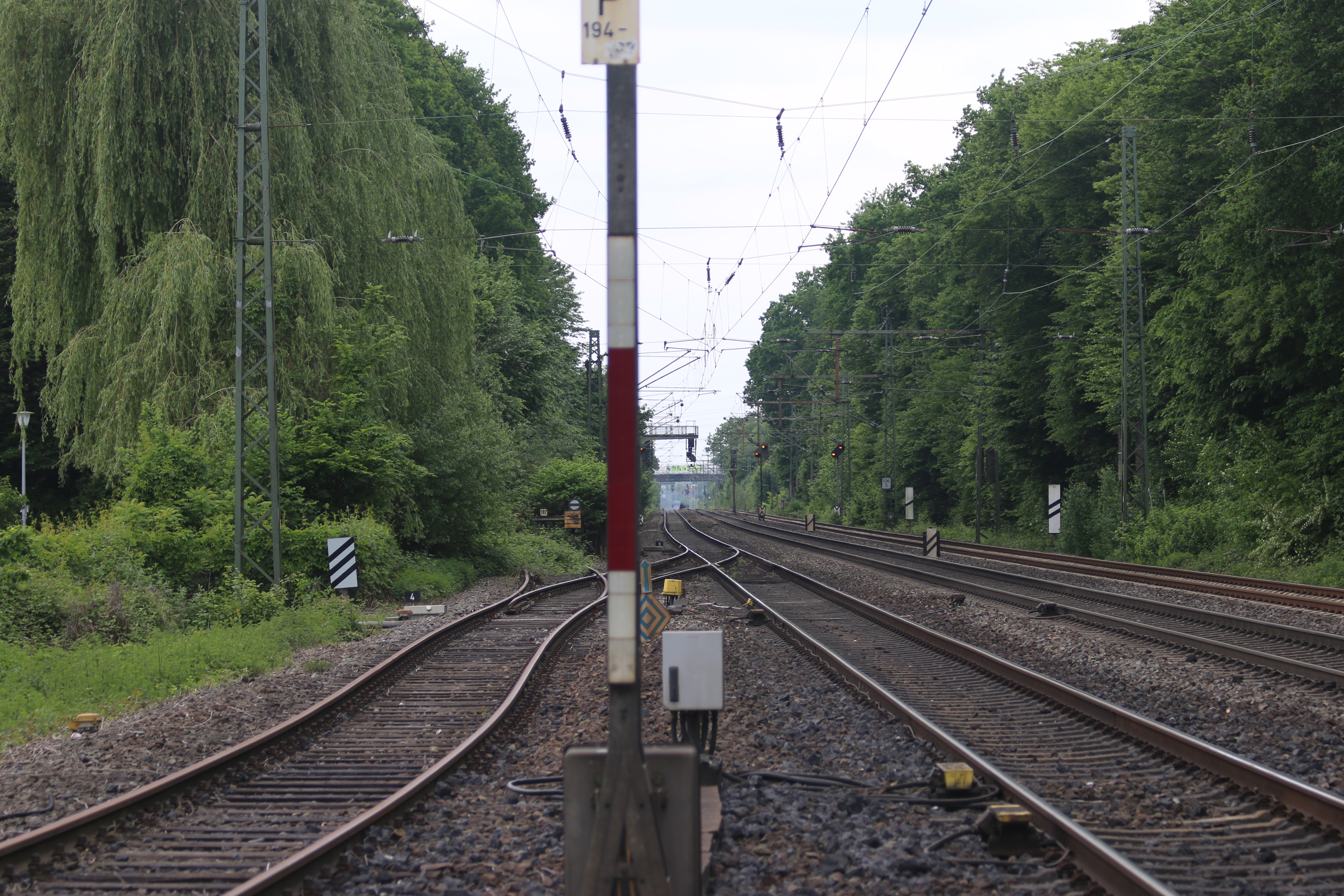
Ansicht von Westen (Gs) in Richtung Westen

## Haltepunkt Preußenstadion
Kurz nach dem Abzweig, bereits außerhalb des Bahnhofs Geist, lag an der Strecke nach Preußen bei Kilometer 42 der Haltepunkt Preußenstadion, an dem nur Sonderzüge hielten. Der Haltepunkt wurde 1970 aufgehoben. Auch hier sieht die Stadt Münster ausreichendes Fahrgastpotential für eine Wiedereinrichtung. Um diese umzusetzen, müsste jedoch erst der zweigleisige Ausbau der Strecke erfolgen.